# (23499) 1991 VY12
1991 في واي 12 (ويعرف أيضًا باسم (23499) 1991 في واي 12 وفق تسمية الكوكب الصغير) (بالإنجليزية: 1991 VY12)‏ هو كويكب ضمن حزام الكويكبات؛ وترتيبه 23499 من حيث الاكتشاف.
اكتُشف هذا الجُرم الفلكي بواسطة هيروشي كانيدا في 11 نوفمبر 1991.

## وصلات خارجية
- (23499) 1991 VY12 في قاعدة بيانات مختبر الدفع النفاث لأجرام النظام الشمسي الصغيرة

- الاكتشاف · مخطط المدار ·  العناصر المدارية · المعلمات المادية

- (23499) 1991 VY12 على موقع ويكي سكاي: DSS2, SDSS, GALEX, IRAS, Hydrogen α, X-Ray, Astrophoto, Sky Map, Articles and images